# Ligne de Oued Tlelat à Béchar
La ligne de Oued Tlelat à Béchar est l'une des lignes du réseau ferroviaire algérien. Longue de 648 km, elle relie la gare de Oued Tlelat (wilaya d'Oran) à celle de Béchar (wilaya de Béchar). C'est l'une des trois grandes lignes verticales du réseau ferroviaire algérien, lignes appelées « lignes pénétrantes », qui relient le Nord de l'Algérie aux régions nord-sahariennes.
La ligne de Oued Tlelat à Béchar permet de relier Oran à Béchar depuis 2010, où cette nouvelle ligne a été mise en service à partir de sections de deux anciennes lignes datant de la fin du XIXe siècle : Oued Tlelat – Redjem Demouche et El Biod – Béchar et par la création d'une nouvelle section entre Redjem Demouche et El Biod.
De Oued Tlelat à Béchar, la ligne traverse, du nord au sud, les trois principaux reliefs du nord-ouest de l'Algérie : l'Atlas tellien, les Hauts Plateaux et l'Atlas saharien, pour terminer son parcours dans le nord de la région saharienne de la Saoura.

## Histoire

### Composantes historiques de la ligne
Bien que le train soit arrivé à Béchar en 1906, le trafic voyageur y a été interrompu dans les années 1980. La ligne actuelle, inaugurée en 2010, est de création récente par un prolongement de 115 km de la ligne de Oued Tlelat à Redjem Demouche (anciennement Crampel) pour rejoindre l'ancienne ligne d'Oran à Kenadsa au niveau d'El Biod.
La ligne est composée de trois sections dont deux proviennent d'anciennes lignes et une nouvellement construite :
- la section entre Oued Tlelat et Redjem Demouche (de 151,585 km) est issue :
  - de l'ancienne ligne à écartement standard de Sainte-Barbe-du-Tlélat à Oujda, pour le tronçon de Sainte-Barbe-du-Tlélat (actuelle Oued Tlelat) à Tabia (74,883 km), ouvert par étapes de 1877 à 1883 ;
  - de l'ancienne à ligne écartement standard de Tabia à Crampel (de 76,702 km), ouverte par étapes de 1883 1885 ;
- la section entre El Biod et Béchar est issue de l'ancienne ligne à écartement étroit (1 055 mm) d'Oran à Kenadsa, pour la section d'El Biod à Béchar (de 387,740 km), ouverte par étapes de 1882 à 1906 et mise à l'écartement standard en 2010 ;
- la section entre Redjem Demouche et El Biod (de 115 km), à écartement standard, a été construite en 2010.

### De Oued Tlelat à Redjem Demouche

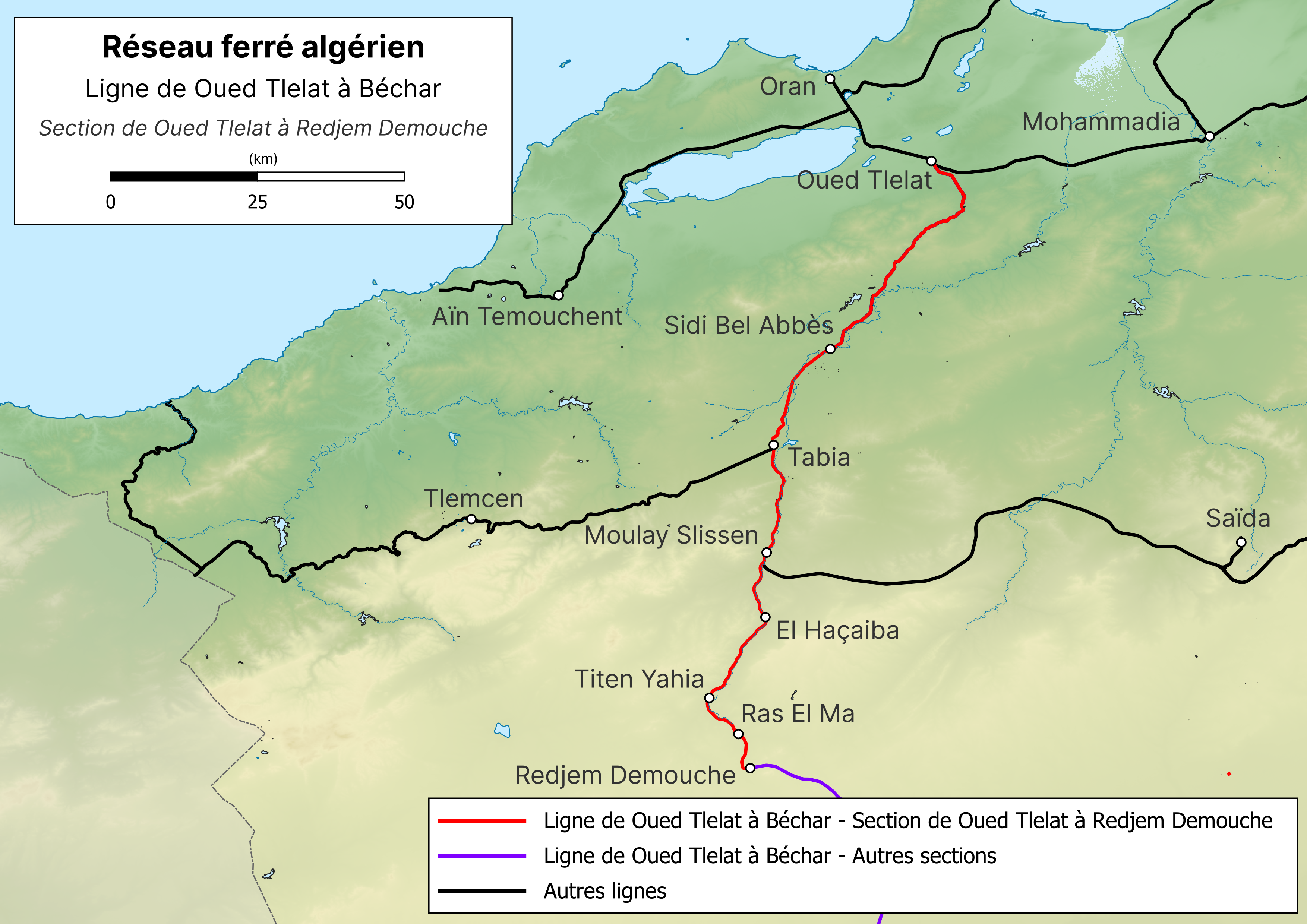
Tracé de la section de Oued Tlelat à Redjem Demouche.

La section de Sainte-Barbe-du-Tlélat (actuelle Oued Tlelat) à Crampel (actuelle Redjem Demouche) est constitué de deux tronçons mis en service par étapes entre 1877 et 1885.
Le premier plan ferroviaire de 1857 portant création d'un réseau ferré en Algérie prévoyait, entre autres, la création d'une liaison ferroviaire entre Oran et Tlemcen via Sidi Bel Abbès. Cette liaison consistant en la création d'un embranchement sur la ligne d'Alger à Oran en direction de Tlemcen à partir de Sainte-Barbe-du-Tlelat située à 26 km au sud-est d'Oran.
Le tronçon de Sainte-Barbe-du-Tlelat à Sidi-Bel-Abbès, long de 52 km, a été concédé le 30 novembre 1874 à la Compagnie de l'Ouest algérien. Il est mise en service le 3 mai 1877.
Le second tronçon de Sidi-Bel-Abbès à Crampel, long de 100 km, entre dans le cadre du troisième plan ferroviaire de 1879. Ce tronçon a été concédé le 22 aout 1881, toujours à la Compagnie de l'Ouest Algérien. Il est mis en service le 1er juin 1883, de Sidi-Bel-Abbès à Chanzy (actuelle Sidi Ali Benyoub) ; le 1er juillet 1884, de Chanzy à Magenta (actuelle El Haçaiba) ; le 9 mars 1885, de Magenta à Titen Yahia (dans l'actuelle commune de Ras El Ma, anciennement Bedeau) et le 1er aout 1885, de Titen Yahia à Crampel.
Par la suite, après la réalisation de la ligne Sainte-Barbe-du-Tlélat à Oujda via Tabia et Tlemcen en 1911, le tronçon de Sainte-Barbe-du-Tlélat à Tabia (bifurcation vers Tlemcen) sera incorporé dans cette ligne et le tronçon de Tabia à Crampel formera la ligne Tabia à Crampel.

### D'El Biod à Béchar

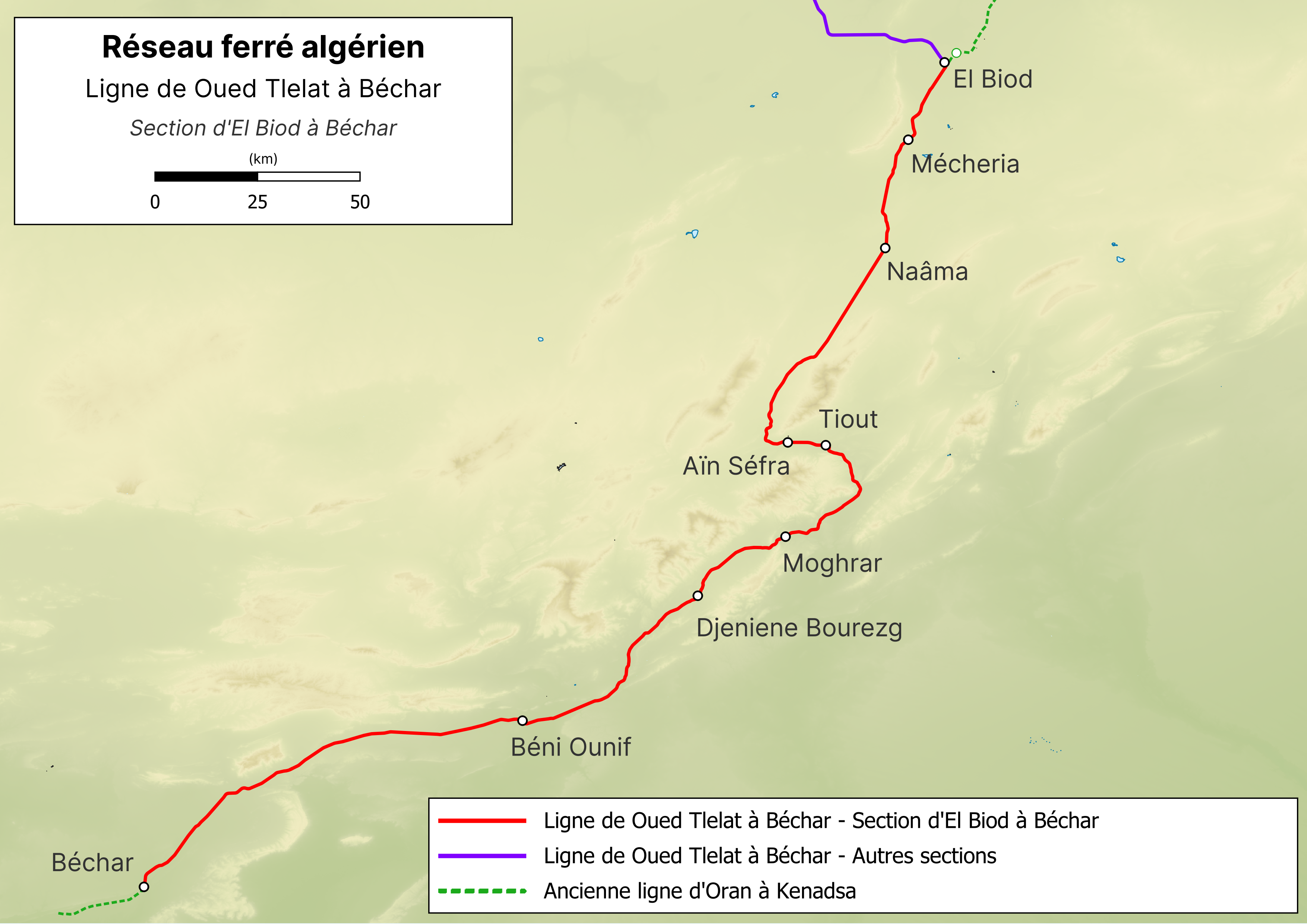
Tracé de la section d'El Biod à Béchar.

La section d'El Biod à Colomb-Béchar correspond à la mise à écartement normal de la même section issue de l'ancienne ligne d'Oran à Kenadsa. Cette section comprend plusieurs tronçons mis en service par étapes entre 1882 et 1906.
Le tronçon d'El Biod à Mécheria, long de 28,8 km, a été concédé à Compagnie franco-algérienne le 8 août 1881 et mis en service le 11 avril 1882.
Le tronçon de Mécheria à Aïn Sefra, long de 102,3 km, a été concédé à Compagnie franco-algérienne le 31 juillet 1886 et mis en service le 28 aout 1887.
Le tronçon de Aïn Sefra à Colomb Béchar, long de 256,300 km, été déclaré d'utilité publique le 25 janvier 1892. Après la faillite de la Compagnie franco-algérienne, les travaux sont réalisés par les Ponts et chaussées et mis en service par étapes successives : le 31 août 1901, de Aïn Sefra à Duveyrier ; le 3 août 1903, de Duveyrier à Béni Ounif ; le 4 février 1905, de Beni Ounif à Ben Zireg et le 21 avril 1906, de Ben Zireg à Colomb Béchar.

### De Redjem Demouche à El Biod

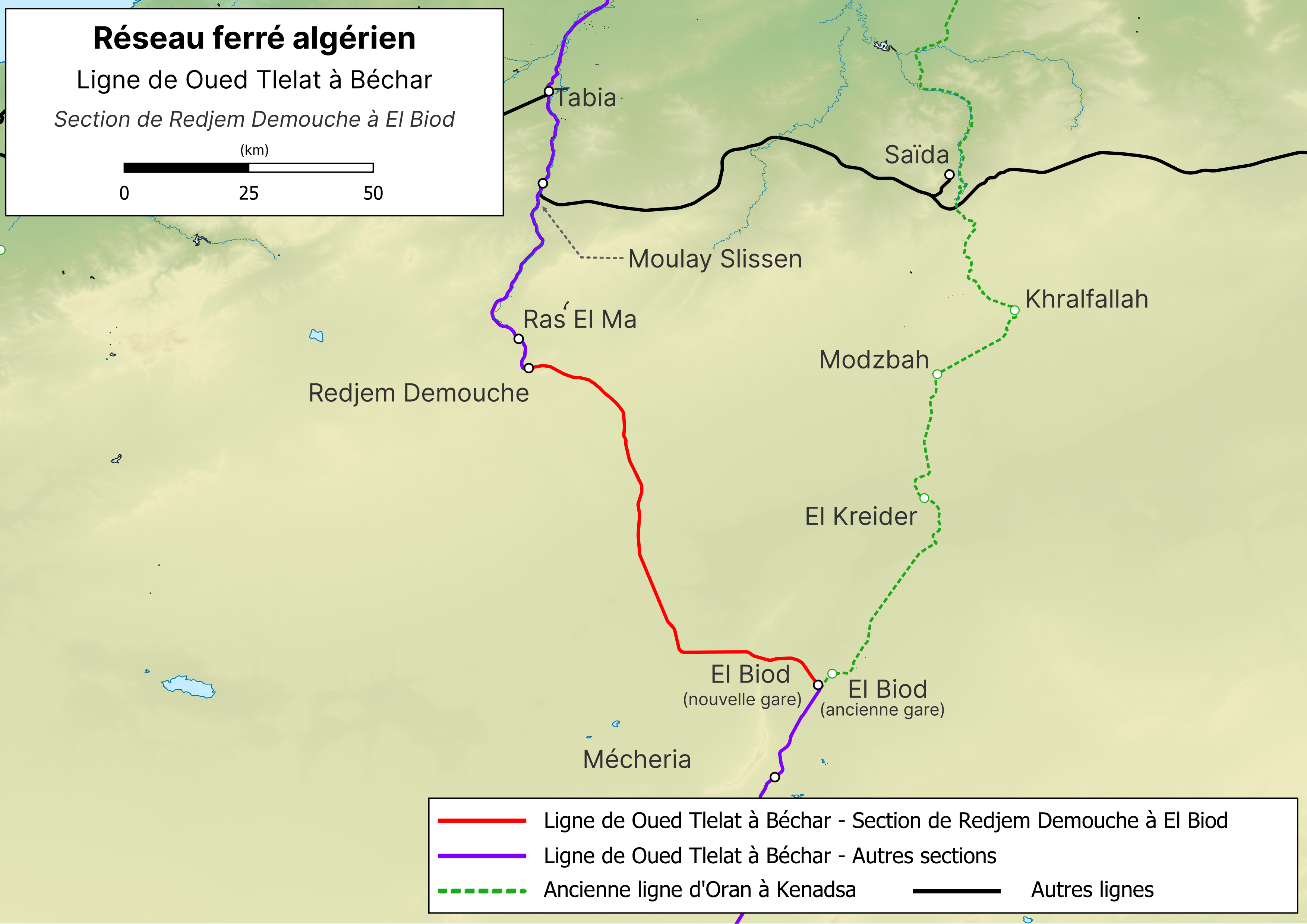
Tracé de la section de Redjem Demouche à El Biod.

Le nouveau plan ferroviaire des années 1990 a prévu que la desserte de Béchar ne se fera plus par Saïda mais par Sidi Bel Abbès. Pour cela, il fallait créer une section de 115 km pour relier les deux lignes préexistantes et moderniser la section entre El Biod et Béchar qui était à voie à écartement étroit de 1 055 mm.
Un appel d'offres pour la réalisation et la modernisation de la ligne à voie normale de Mécheria à Béchar sur 360 km est passé en 2003. C'est le groupement ARC composé, des entreprises étrangères TSO (France), Siemens (Autriche), Contrack (USA) et algériennes menées par Cosider qui s'est vu attribuer le projet pour en 2004 pour près de 400 millions d'euros et un délai de 38 mois.
Le projet est réceptionné en 2009 et la ligne Oued Tlelat - Béchar est mise en service le 2 juillet 2010.

### Chronologie des sections de la ligne
| Section                                 | Longueur (en Km) | Date de DUP(*)   | Date d'ouverture | Remarques                                                           |
| --------------------------------------- | ---------------- | ---------------- | ---------------- | ------------------------------------------------------------------- |
| Oued Tlelat - Sidi Bel Abbès            | 51,678           | 30 novembre 1874 | 3 mai 1877       | Ancienne ligne d'Oran à Oujda                                       |
| Sidi Bel-Abbès - Tabia                  | 23,205           | 22 aout 1881     | 1 juin 1883      | Ancienne ligne d'Oran à Oujda                                       |
| Tabia - Sidi Ali Benyoub                | 7,482            | 22 aout 1881     | 1 juin 1883      | Ancienne ligne de Tabia à Crampel                                   |
| Sidi Ali Benyoub - El Haçaiba           | 32,075           | 22 aout 1881     | 1 juillet 1884   | Ancienne ligne de Tabia à Crampel                                   |
| El Haçaiba à Tatenyaya                  | 14,395           | 22 aout 1881     | 9 mars 1885      | Ancienne ligne de Tabia à Crampel                                   |
| Tatenyaya à Redjem Demouche             | 22,750           | 22 aout 1881     | 1 aout 1885      | Ancienne ligne de Tabia à Crampel                                   |
| Redjem Demouche - El Biod               | 115,115          |                  | 2 juillet 2010   | Nouvelle ligne de Redjem Demouche à El Biod Nouvelle gare d'El Biod |
| El Biod - Mécheria                      | 25,023           | 8 août 1881      | 11 avril 1882    | Ancienne ligne d'Oran à Kenadsa Transformée en voie normale en 2010 |
| Mécheria - Aïn Sefra                    | 102,300          | 31 juil 1886     | 28 août 1887     | Ancienne ligne d'Oran à Kenadsa Transformée en voie normale en 2010 |
| Aïn Sefra - Duveyrier                   | 117,800          | 25 janvier 1892  | 31 août 1901     | Ancienne ligne d'Oran à Kenadsa Transformée en voie normale en 2010 |
| Duveyrier - Béni Ounif                  | 27,400           | 25 janvier 1892  | 3 août 1903      | Ancienne ligne d'Oran à Kenadsa Transformée en voie normale en 2010 |
| Béni Ounif - Ben Zireg                  | 60,1000          | 25 janvier 1892  | 4 fev 1905       | Ancienne ligne d'Oran à Kenadsa Transformée en voie normale en 2010 |
| Ben Zireg - Béchar                      | 51,000           | 25 janvier 1892  | 21 avril 1906    | Ancienne ligne d'Oran à Kenadsa Transformée en voie normale en 2010 |
| (*)DUP : déclaration d'utilité publique |                  |                  |                  |                                                                     |

## La ligne

### Caractéristiques
Longue de 650 km, c'est une voie unique à écartement normal et non électrifiée.

### Profil
La ligne, qui relie à la plaine oranaise les confins nord-ouest du Sahara, traverse les trois grandes régions montagneuses du nord-ouest de l'Algérie : l'Atlas tellien, les Hauts Plateaux et l'Atlas Saharien.
Son point de départ est la gare de Oued Tlelat (PK 0 de la ligne et PK 394,742 de la ligne d'Alger à Oran), à une altitude de 138,650 m. Son point d'arrivée est la gare de Béchar (PK 650,323), à une altitude de 783,020 m.
Le point culminant de la ligne se situe à une hauteur de 1 313,58 m, dans les monts des Ksour, au niveau de l'ancienne gare de Mékalis dans la commune de Aïn Sefra. Le point le plus bas est situé à Oued Tlelat à 138,650 m. De ce point, la ligne entame sa montée de l'Atlas tellien, sur une distance de 152 km, pour atteindre les Hauts Plateaux au niveau de Redjem Demouche, situéee à 1 139,000 m. Dans sa traversée des Hauts Plateaux, la ligne est au-dessus des 1 000 m, de Redjem Demouche à Mékalis, point culminant de la ligne, sur une distance de 208 km environ. De là, la ligne entame une longue descente de 291 km au travers de l'Atlas Saharien pour atteindre Béchar, au nord de la région saharienne de la Saoura.

Profil en long de la ligne de Oued Tlelat à Béchar.

### Tracé
La ligne a pour origine la gare de Oued Tlelat, gare située à l'extrémité est de la plaine de Mlela et aux pieds de la partie orientale des monts du Tessala à 139 m d'altitude. Elle se débranche de la ligne d'Alger à Oran à la sortie est de la gare et se dirige vers le sud pour entamer son ascension de l'Atlas tellien, en direction Sidi Bel Abbès. La ligne remonte le cours de l'oued Tlela, sur une vingtaine de kilomètres jusqu'à Djeniene Meskine. Puis elle franchit le col d'Ouled Ali (500 m) pour entrer dans la plaine de Sidi Bel Abbès.
La ligne continue son ascension en remontant l'oued Mekerra sur une centaine de kilomètres jusqu'à Ras El Ma (1 094 m). Sur ce parcours, deux lignes se débranchent de la ligne de Oued Tlelat à Béchar : à Tabia, la ligne en direction de Tlemcen et à Moulay Slissen, la ligne en direction de Saïda.
Arrivée à Redjem Demouche (1 139 m), la ligne entre dans les Hauts Plateaux. Elle prend maintenant une orientation sud-est en direction d'El Biod (1 045 m). Cette partie de la ligne, longue de 115 km entre Redjem Demouche et El Biod, ne comporte aucune autre gare en service.
Passée El Biod, elle s'oriente vers le sud-ouest en direction de Béchar. Elle quitte les Hauts Plateaux après Mécheria où elle débute son ascension de l'Atlas saharien. Elle atteint son point culminant à Mékalis située à 1 314 m de hauteur. De là, elle entame sa descente progressive, en passant dans le Faïdjet el bétoum (« couloir des Térébinthes » ou « défilé des pistachiers ») creusé entre les djebels Morhad et Aïssa pour atteindre Aïn Sefra (1 058 m).
La ligne contourne par l'est les djebels Metkter et Cheracher, dans les monts des Ksour, entre Aïn Sefra et Moghrar (917 m). Elle reprend son orientation sud-ouest, quitte l'Atlas saharien pour arriver à Beni Ounif (824 m), où elle entre maintenant dans la zone désertique de la Saoura pour son terminus, Béchar, sans rencontrer de reliefs particuliers.

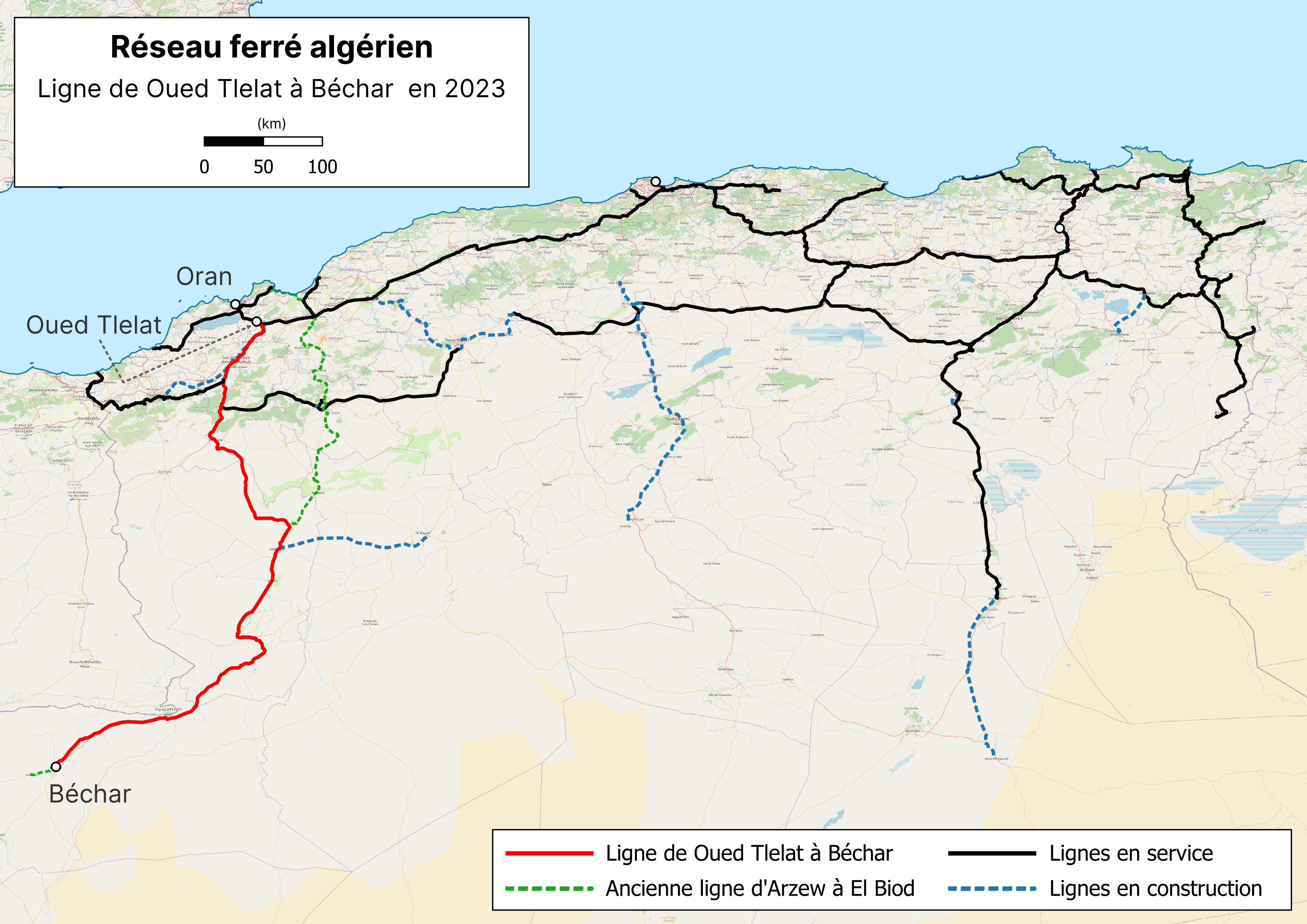
Localisation de la ligne de Oued Tlelat à Béchar dans le nord de l'Algérie.

### Vitesses limites
- Le trajet entre Oued Tlelat et Tabia s'effectue a une moyenne entre 60  et   70 km/h.
- Le trajet entre Tabia et Redjem Demouche s'effectue à une vitesse moyenne située entre 30  et   40 km/h.
- Le trajet entre Redjem Demouche et Mécheria s'effectue à une vitesse moyenne située entre 90  et   100 km/h.
- Le trajet  entre Mécheria et Béchar s'effectue à une vitesse moyenne comprise entre 60  et   70 km/h.

## Service ferroviaire
La ligne permet le trafic voyageurs et de fret. Elle est empruntée par :
- les trains grandes lignes de la liaison Oran - Béchar[3] ;
- les trains régionaux des liaisons :
  - Oran - Mécheria[4] ;
  - Oran - Saïda[5] ;
  - Oran - Tlemcen[6] ;
  - Sidi Bel Abbès - Frenda[7].

## Gares de la ligne
| Lieu             | (PK)       | Informations                     |
| ---------------- | ---------- | -------------------------------- |
| Oued Tlelat      | PK 0       | Grandes lignes, trains régionaux |
| Zahana           | PK 5,600   | Trains régionaux                 |
| Djeniene Meskine | PK 15,405  | Trains régionaux                 |
| Ouled Ali        | PK 22,710  | Trains régionaux                 |
| Aïn El Berd      | PK 28,316  | Trains régionaux                 |
| Sidi Hamadouche  | PK 35,885  | Gare fermée                      |
| Sidi Brahim      | PK 41,338  | Trains régionaux                 |
| Sidi Bel Abbès   | PK 51,678  | Grandes lignes, trains régionaux |
| Sidi Lahcene     | PK 57,747  | Trains régionaux                 |
| Sidi Khaled      | PK 63,635  | Trains régionaux                 |
| Boukhanafis      | PK 70,601  | Trains régionaux                 |
| Tabia            | PK 74,883  | Grandes lignes, trains régionaux |
| Sidi Ali Benyoub | PK 82,365  | Trains régionaux                 |
| Moulay Slissen   | PK 99,111  | Grandes lignes, trains régionaux |
| El Haçaiba       | PK 114,440 | Gare fermée                      |
| Les Pins         | PK 121,468 | Gare fermée                      |
| Tatenyaya        | PK 128,835 | Gare fermée                      |
| Ras El Ma        | PK 141,200 | Grandes lignes                   |
| Redjem Demouche  | PK 152,250 | Grandes lignes                   |
| El Biod          | PK 266,700 | Gare fermée                      |
| Mécheria         | PK 291,723 | Grandes lignes, trains régionaux |
| Naâma            | PK 324,423 | Grandes lignes                   |
| Aïn Sefra        | PK 394,023 | Grandes lignes                   |
| Tiout            | PK 405,123 | Grandes lignes                   |
| Moghrar          | PK 447,823 | Grandes lignes                   |
| Djeniene Bourezg | PK 478,423 | Grandes lignes                   |
| Beni Ounif       | PK 539,223 | Grandes lignes                   |
| Béchar           | PK 650,323 | Grandes lignes                   |